# Melitaea rebrensis
Melitaea rebrensis är en fjärilsart som beskrevs av Gussich 1917. Melitaea rebrensis ingår i släktet Melitaea och familjen praktfjärilar. Inga underarter finns listade i Catalogue of Life.